# Szalagos ökörszem
A szalagos ökörszem (Campylorhynchus fasciatus) a madarak osztályának verébalakúak (Passeriformes) rendjébe és az ökörszemfélék (Troglodytidae) családjába tartozó faj.

## Rendszerezése
A fajt George Newbold Lawrence angol ornitológus írta le 1862-ben, a Furnarius nembe Furnarius fasciatus néven.

## Alfajai
- Campylorhynchus fasciatus fasciatus (Swainson, 1838) - Peru nyugati része
- Campylorhynchus fasciatus pallescens (Lafresnaye, 1846) - délnyugat-Ecuador és északnyugat-Peru [2]

## Előfordulása
Ecuador és Peru területén honos. Természetes élőhelyei a szubtrópusi vagy trópusi száraz erdők, síkvidéki esőerdők és cserjések, valamint ültetvények. Állandó, nem vonuló faj.

## Megjelenése
Testhossza 19 centiméter.

## Természetvédelmi helyzete
Az elterjedési területe nagyon nagy, egyedszáma pedig stabil. A Természetvédelmi Világszövetség Vörös listáján nem fenyegetett fajként szerepel.